# كيليان هازارد
كيليان هازارد (5 أغسطس 1995 بلجيكا - ) هو لاعب كرة قدم بلجيكي، يلعب كلاعب وسط.

## وصلات خارجية
كيليان هازارد على موقع إي إس بي إن إف سي (الإنجليزية)
- كيليان هازارد على موقع قاعدة بيانات كرة القدم.إي يو (الإنجليزية)
- كيليان هازارد على موقع ليكيب (الفرنسية)
- كيليان هازارد على موقع Soccerbase.com (لاعب) (الإنجليزية)
- كيليان هازارد على موقع Soccerway.com (الإنجليزية)
- كيليان هازارد على موقع عالم كرة القدم.نت (الإنجليزية)